# Fédération d'Allemagne de hockey sur glace
Pour les articles homonymes, voir DEB.
La fédération d'Allemagne de hockey sur glace porte le nom de Deutscher Eishockey-Bund, également abrégé par le sigle DEB.

## Historique
Bien que l'Allemagne soit affiliée à la Fédération internationale dès le 19 septembre 1909, il faut attendre 16 juin 1963 pour que la fédération allemande, soit créée par le Dr Günther Sabetzki.

## Présidents
- 1963/64 : Ludwig Zametzer/ Dr. Günther Sabetzki (coprésidents)
- 1964-1992 : Otto Wanner
- 1992-95 : Ulf Jäkel
- 1995-02 : Rainer Gossmann
- 2002-2008 : Hans-Ulrich Esken
- 2008-2014: Uwe Harnos
- 2014-: Franz Reindl

## Compétitions
La Deutscher Eishockey-Bund organise toute compétition de hockey sur glace en Allemagne, (2.Bundesliga, Oberliga, fédérations régionales), ainsi que le équipes nationales. Le championnat élite, la Deutsche Eishockey-Liga, est lui auto-géré par les clubs qui la composent.